# Radio Alfa
Radio Alfa – regionalna, krakowska rozgłośnia radiowa, istniejąca od 1993 do 2013 roku.
W ostatnich latach istnienia stacja nadawała na częstotliwości 102,40 MHz z anten nadawczych zamontowanych na wyższym kominie Elektrociepłowni Kraków w Łęgu. Swoim zasięgiem obejmowała Kraków oraz okoliczne miejscowości.
Grupę docelową Radia Alfa stanowili głównie radiosłuchacze w wieku 25-45 lat, przede wszystkim z wykształceniem średnim i wyższym. Format radia stanowiła głównie muzyka ostatniego trzydziestolecia XX wieku oraz najnowsze utwory muzyczne. 
12 listopada 2013 po godz. 10.00 wyłączono sygnał Radia Alfa. W południe zostało włączone nowe radio – KRK.fm.  

## Wybraneaudycjei ichgospodarze
(aktualizowano 29 stycznia 2013)
- "Alfaranek" - poniedziałek  - piątek 07:00 - 10:00
Przegląd prasy, informacje lokalne, ciekawostki, serwis kulturalny, pogoda co 30 minut, wiadomości drogowe oraz konkursy.

- "Audycja Improwizowana" - Mateusz Magierowski, poniedziałek 20:00 - 21:00 
Audycja muzyczna, tworzona przez słuchaczy.

- "Balkanera" - Urszula Nowak, poniedziałek 18:00-20:00
Program z muzyką bałkańską.

- "Muzykalnia" - Agnieszka Prokop, wtorek 20:00 - 22:00

- "Mały Leksykon Wielkich Zespołów" – Artur Chachlowski. środa 20:00 - 22:00
Audycja muzyczna, prezentująca rock progresywny.

- "Piosenki na życzenie" - Piotr Marek, czwartek 15:00 - 17:00 
Audycja muzyczna, tworzona przez słuchaczy zamawiających swoje ulubione utwory.

- "Godzina Gminy Zielonki" - audycja współtworzona z Gminą Zielonki. sobota 11:00. Wojciech Kwarciak

- "Priorytety Kobiety" - rozmowy z Kobietami sukcesu. Cecylia Brzezińska. sobota 13:00

- "Polska Lista Przebojów" - Wojciech Brewczyński, wtorek 16:00 - 18:00 
Audycja muzyczna, tworzona przez słuchaczy.

- "Zagraniczna Lista Przebojów" - Wojciech Brewczyński, piątek 18:00 - 20:00

Audycja muzyczna, tworzona przez słuchaczy.
- "Program Bez Nazwy" - Grażyna Tworek, Waldek Wojtas i goście..., piątek 20:00 - 22:00

Program rozrywkowy.
- "Sportowe podsumowanie tygodnia" - Tomasz Stawiarz, Piotr Rapciak, Wojciech Batko, poniedziałek 20:00 - 22:00
- "Mroczna podróż w głąb dźwięku" – Agnieszka Szuba, 2000 – 2002, zmienne godziny, czwartek 22:00 - 00.00  Audycja muzyczna z muzyką niezależną – dark wave, cold wave, gothic, synthpop, world, neo classic, indie, prezentująca niezależne zespoły i wytwórnie.